# Gdańsk Przymorze-Uniwersytet
Gdańsk Przymorze-Uniwersytet – przystanek Szybkiej Kolei Miejskiej (SKM), leżący wzdłuż granicy dzielnic Przymorze Małe (wschód) i Oliwa (zachód).

## Ruch pasażerski
| Rok  | Wymiana roczna | Wymiana pasażerska na dobę | miejsce w Polsce |
| ---- | -------------- | -------------------------- | ---------------- |
| 2017 |                | 6 000-8 000                |                  |
| 2018 |                | 6 000-8 000                | 34               |
| 2019 |                | 8 000-9 000                |                  |
| 2020 |                | 6 000-8 000                |                  |
| 2021 |                | 6 000-8 000                |                  |
| 2022 |                | 8 000-10 000               | 29               |

## Historia
Przystanek został oddany do użytku w 1951 pod nazwą Gdańsk Polanki. Jego nazwa pochodziła od znajdującej się nieopodal ulicy Polanki i kameralnej części Oliwy o tej samej nazwie. W 1965 nazwę zmieniono na Gdańsk Przymorze, ponieważ po przeciwnej stronie przystanku, znacznie bliżej niż Polanki, powstało wiele bloków na Przymorzu. 7 grudnia 1970 w rejonie przystanku doszło do najechania składu SKM z Gdańska na skład oczekujący przed stacją, w wyniku czego jedna osoba zginęła, a 32 zostały ranne. W 2004 na skutek lobby pobliskiego Uniwersytetu Gdańskiego dodano człon Uniwersytet, co miało zaowocować lepszą promocją pobliskiej uczelni. W 2014 został przedłużony południowy tunel pod torami, umożliwiając zejście z peronu bezpośrednio w kierunku al. Grunwaldzkiej.

## Charakterystyka

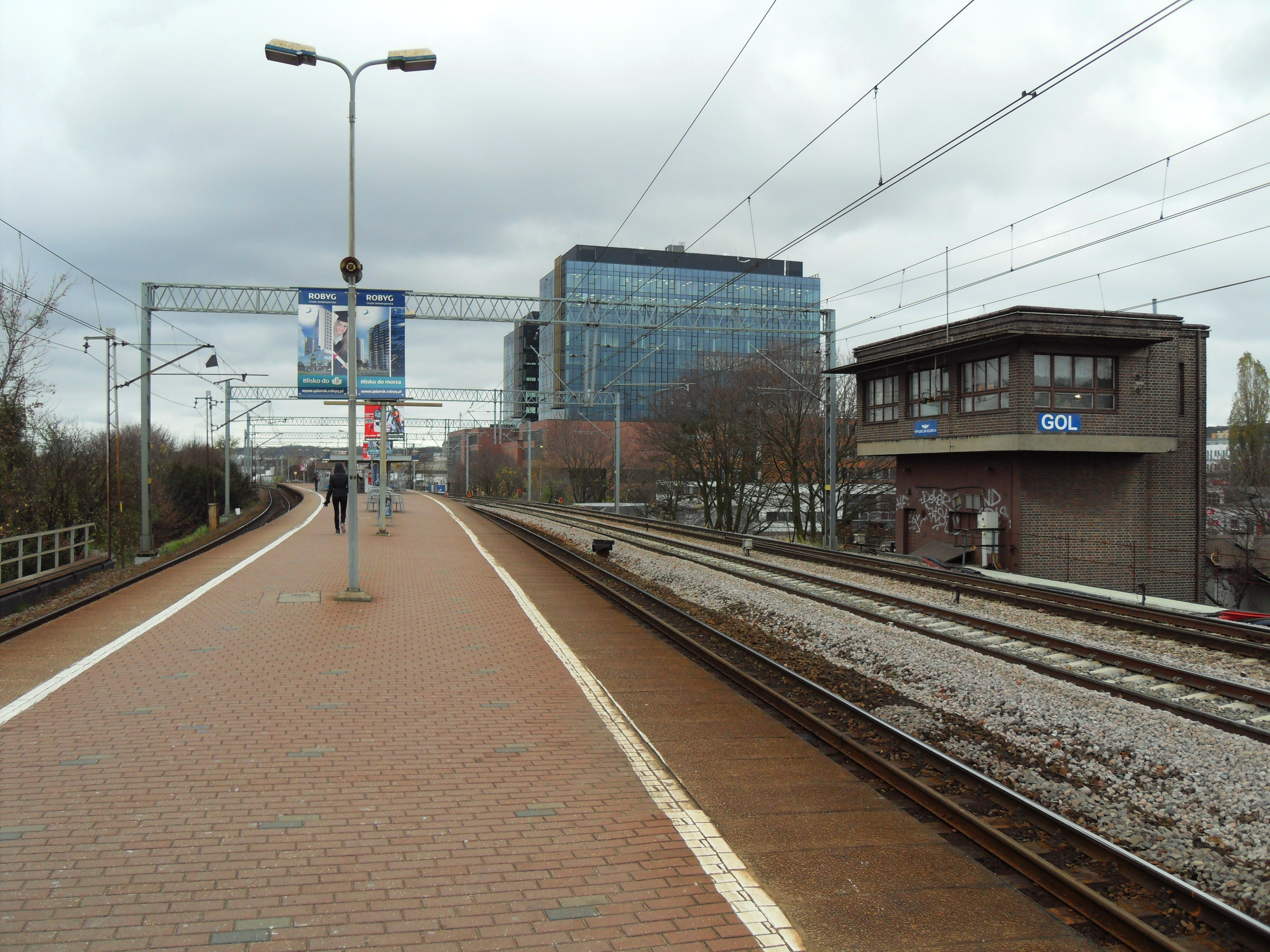
Widok w kierunku Gdańska Głównego

Przystanek znajduje się na nasypie oraz na wiadukcie torów kolejowych nad ul. Kołobrzeską i posiada trzy przejścia podziemne – pierwsze od strony pętli autobusowej "Przymorze SKM", drugie od strony deptaku biegnącego równolegle do torów po wschodniej stronie stacji, trzecie - otwarte 29 maja 2014 - znajduje się w południowej części przystanku i zostało sfinansowane ze środków prywatnych inwestora (koszt realizacji: 2,8 mln zł), budującego nieopodal kompleks biurowy Alchemia. Na samym przystanku znajdują się kasowniki i tablice informacyjne z rozkładem jazdy SKM. Przy środkowym wejściu na peron znajduje się kasa biletowa SKM.

## Połączenie z resztą miasta
W pobliżu przystanku zatrzymują się autobusy linii autobusowych 122, 149, 199, 249, 262 oraz N14.